# Baby Revolution
Baby Revolution è il primo singolo estratto dall'album Campi di popcorn pubblicato nel 1998 da Gianluca Grignani.